# When All the Pieces Fit
When All the Pieces Fit è il decimo album in studio del musicista britannico Peter Frampton, pubblicato nel 1989.

## Tracce
1. More Ways Than One – 5:31 (Peter Frampton, Danny Wilde)
2. Holding On to You – 4:16 (Frampton, Will Jennings)
3. My Heart Goes Out to You – 5:06 (Frampton, John Regan)
4. Hold Tight – 4:16 (Frampton)
5. People All over the World – 5:27 (Frampton, B.A. Robertson)
6. Back to the Start – 4:17 (Frampton, Danny Wilde)
7. Mind over Matter – 4:56 (Frampton)
8. Now and Again – 4:47 (Frampton, John Regan, B.A. Robertson)
9. Hard Earned Love – 4:23 (Frampton, Jon Dworkow, Danny Wilde)
10. This Time Around – 3:53 (Frampton, Will Jennings, John Regan)